# Kaliua
Kaliua è una circoscrizione mista (mixed ward) della Tanzania situata nel distretto di Kaliua, regione di Tabora. Conta una popolazione di 17 073 abitanti (censimento 2012).